# Wybory prezydenckie w Stanach Zjednoczonych w 1960 roku

Mapa wyborcza Stanów Zjednoczonych w 1960 roku. Liczba na mapie określa liczbę przedstawicieli stanu w Kolegium Elektorów

Wybory prezydenckie w Stanach Zjednoczonych w 1960 roku – czterdzieste czwarte wybory prezydenckie w historii Stanów Zjednoczonych. Na urząd prezydenta wybrano Johna F. Kennedy’ego, a wiceprezydentem został Lyndon B. Johnson.

## Kampania wyborcza
Wobec wejścia w życie w 1952 roku 22. poprawki do Konstytucji, ograniczającej liczbę kadencji prezydenckich do dwóch, było jasne, że Dwight Eisenhower nie będzie mógł ubiegać się o reelekcję. Urzędujący prezydent cieszył się dużym poparciem społecznym, dlatego naturalnym kandydatem Partii Republikańskiej stał się wiceprezydent Richard Nixon. Szybko uzyskał on nominację, a kandydatem na wiceprezydenta został Henry Cabot Lodge. W Partii Demokratycznej swoją chęć do kandydowania Kennedy zgłosił 2 stycznia 1960. Jego głównymi kontrkandydatami byli Estes Kefauver, Hubert Humphrey i Stuart Symington. Kennedy zwyciężył w prawyborach w New Hampshire, Wisconsin i Wirginii Zachodniej, co spowodowało rezygnację Humphreya. Na lipcowej konwencji demokratów, odbywającej się w Los Angeles, Kennedy uzyskał nominację w pierwszym głosowaniu. Aby zniwelować niechęć wyborców z Południa, zaproponował wiceprezydenturę teksańskiemu senatorowi Lyndonowi Johnsonowi. Nixon podkreślał swój udział w polityce zagranicznej Eisenhowera i obiecał jej kontynuację. Kandydat demokratów wprawdzie obiecał kontynuację polityki Sprawiedliwego Ładu, nazywając swoją wizję Nowymi Granicami, jednak ostro krytykował republikanów za osłabienie pozycji Stanów Zjednoczonych na świecie. Ponadto zarzucał administracji Eisenhowera doprowadzenie do tzw. „luki bombowo-rakietowej” (czyli sytuacji w której ZSRR ma więcej pocisków balistycznych niż USA, a której to luki tak naprawdę nie było) oraz niepowodzenia w sprawie rewolucji kubańskiej. Największą przeszkodą dla kandydata demokratów było jego katolickie wyznanie. Podobnie jak w przypadku wyborów w 1928, w których kandydatem demokratów był Al Smith, Kennedy był atakowany przez bigoterię, zwłaszcza ze stanów południowych. Zarzucali, że w przypadku zwycięstwa Kennedy’ego, faktycznym przywódcą kraju zostanie papież. Kandydat demokratów, aby odciąć się od takich zarzutów, musiał wielokrotnie podkreślać, że jest „kandydatem Partii Demokratycznej na prezydenta, który, tak się złożyło, jest katolikiem”. Ponadto, wygłosił przemówienie do pastorów protestanckich w Greater Houston Ministerial Association w Teksasie, w którym zapewnił, że jego katolicyzm w niczym nie przeszkodzi w wykonywaniu obowiązków prezydenckich i podkreślił istotność rozdziału Kościoła od państwa. Walny wpływ na przebieg kampanii miały pierwsze w historii debaty telewizyjne kandydatów. Większość obserwatorów i historyków uznała, że w debatach lepiej wypadł Kennedy lub, że zakończyły się one remisem. Nie pojawiły się głosy, stwierdzające że wygrał je Nixon. Kluczową rolę w wyborach powszechnych odegrały religia i prawa obywatelskie. Z powodu swojego wyznania, kandydat demokratów utracił głosy ze stanów południowych, lecz zyskał od katolików z Północy, zwłaszcza w stanach Michigan i Illinois. Dodatkowo, sympatii przysporzył mu list popierający od Coretty Scott King, żony uwięzionego wówczas Martina Luthera Kinga. Te czynniki przechyliły szalę zwycięstwa na rzecz Kennedy’ego.

## Kandydaci

### Partia Demokratyczna

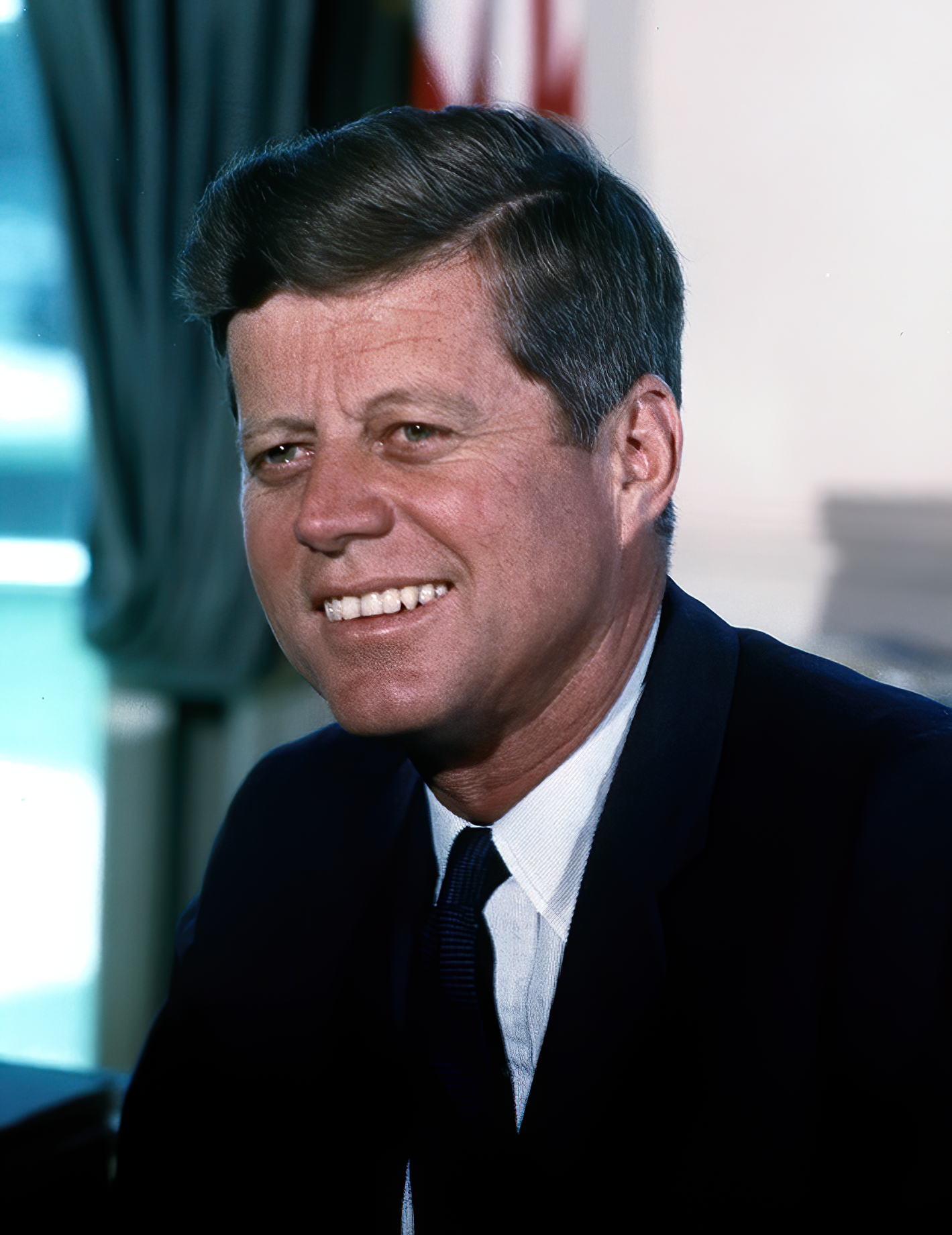
John Kennedy
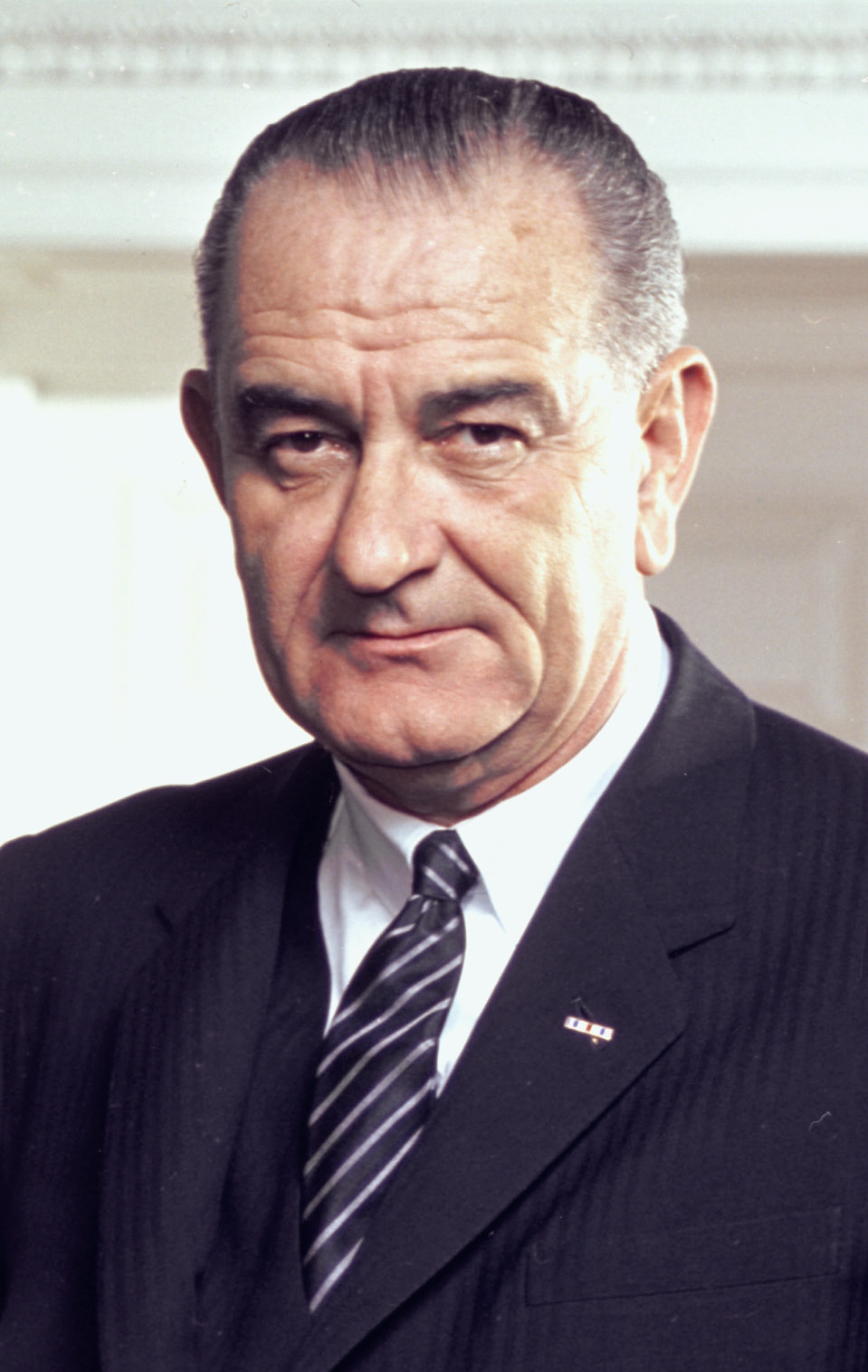
Lyndon Johnson

### Partia Republikańska

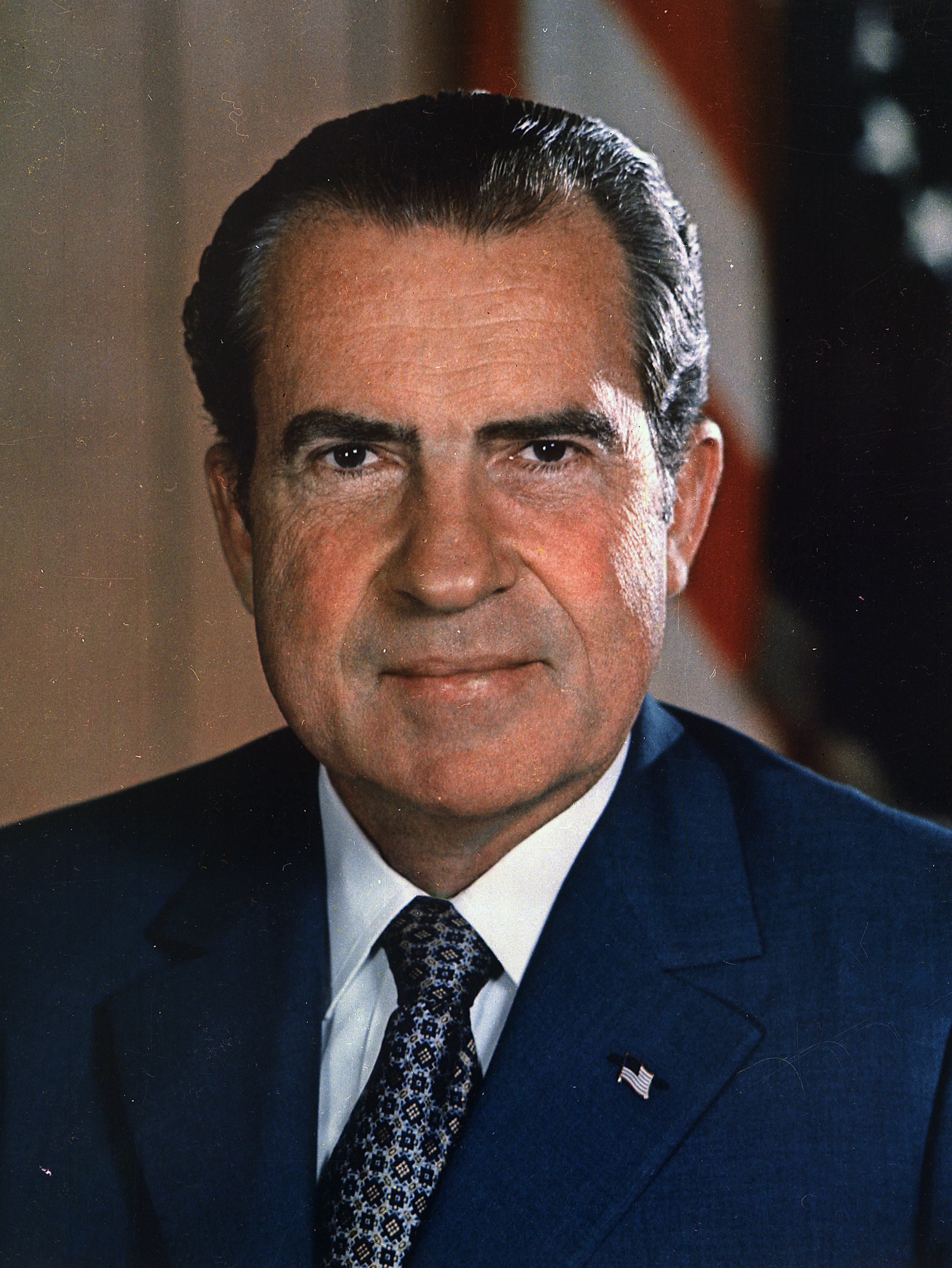
Richard Nixon
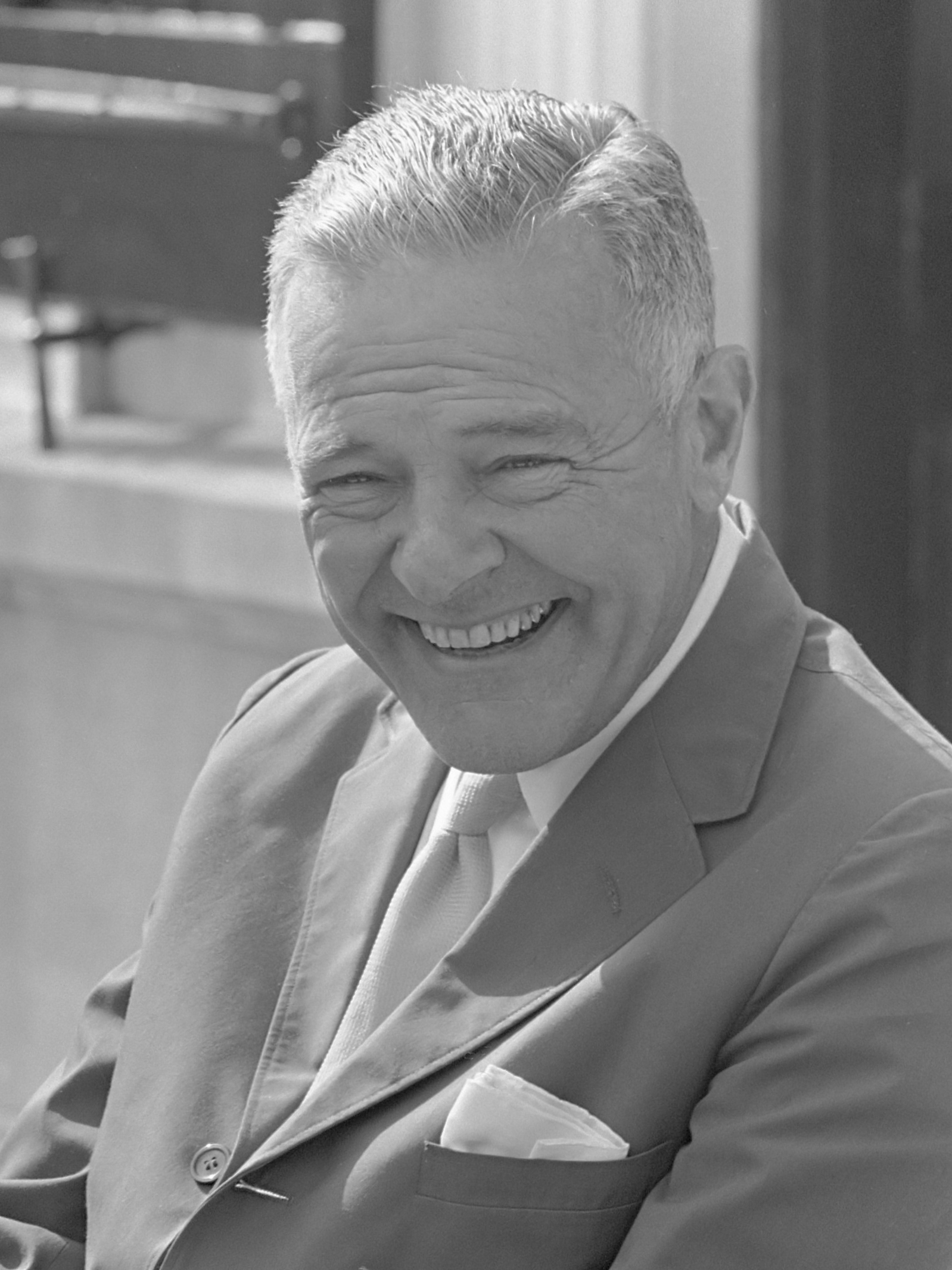
Henry Lodge

## Wyniki głosowania
Głosowanie powszechne odbyło się 8 listopada 1960. Kennedy uzyskał 49,7% poparcia, wobec 49,6% dla Nixona. Ponadto, około 500 000 głosów oddano na niezależnych elektorów, głosujących na innych kandydatów. Frekwencja wyniosła 62,8%. W głosowaniu Kolegium Elektorów Kennedy uzyskał 303 głosy, przy wymaganej większości 269 głosów. Na Nixona zagłosowało 219 elektorów. W głosowaniu wiceprezydenckim zwyciężył Johnson, uzyskując 303 głosy, wobec 219 dla Henry’ego Lodge’a. Wiarołomni elektorzy z Alabamy, Missisipi i Oklahomy zagłosował na Harry’ego Byrda (15 głosów) w głosowaniu prezydenckim i na Stroma Thurmonda (14 głosów) w głosowaniu wiceprezydenckim. Jeden głos wiceprezydencki otrzymał także Barry Goldwater (od elektora z Oklahomy).
John F. Kennedy został zaprzysiężony 20 stycznia 1961 roku. Jego zwycięstwo w głosowaniu powszechnym było najmniejszą przewagą w historii wyborów w USA.
| Kandydat na prezydenta | Partia               | Głosowanie powszechne | Głosowanie powszechne | Kolegium Elektorów |
| Kandydat na prezydenta | Partia               | Głosy                 | Procent               | Kolegium Elektorów |
| ---------------------- | -------------------- | --------------------- | --------------------- | ------------------ |
| John F. Kennedy        | Partia Demokratyczna | 34 226 731            | 49,7%                 | 303                |
| Richard Nixon          | Partia Republikańska | 34 108 157            | 49,6%                 | 219                |
| Harry Byrd             | Partia Demokratyczna | 0                     | 0%                    | 15                 |
| Łącznie                | Łącznie              | Łącznie               | Łącznie               | 537                |

| Kandydat na wiceprezydenta | Partia               | Kolegium Elektorów |
| -------------------------- | -------------------- | ------------------ |
| Lyndon Johnson             | Partia Demokratyczna | 303                |
| Henry Lodge                | Partia Republikańska | 219                |
| Strom Thurmond             | Dixiecrat            | 14                 |
| Barry Goldwater            | Partia Republikańska | 1                  |
| Łącznie                    | Łącznie              | 537                |